# Comptes Rendus Mathématique
Comptes Rendus Mathématique (abrégé en C. R. Math.) est une revue scientifique à comité de lecture en libre accès. Ce journal mensuel présente des articles originaux dans tous les domaines des mathématiques : logique combinatoire, théorie des nombres, algèbre, théorie des groupes, analyse mathématique, équations différentielles, équations aux dérivées partielles, géométrie, topologie, systèmes dynamiques, physique mathématique, problèmes mathématiques de la mécanique, théorie des jeux, économie mathématique etc. Les articles sont des notes originales relatant brièvement une découverte importante ou un résultat significatif. Les articles sont rédigés en langue française ou anglaise,,.
D'après le Journal Citation Reports, le facteur d'impact de ce journal était de 0,392 en 2008. D'après SCImago Journal Rank, il est de 0,71 en 2019.
« À compter du printemps 2025, la politique éditoriale des CR Mathématique évolue en favorisant les soumissions capables d’intéresser un large public de mathématiciens, voire au-delà, sans pour autant relever de la vulgarisation destinée à un public non mathématicien ».

## Description
À partir de 2020, les Comptes Rendus Mathématique sont une revue électronique évaluée par les pairs qui publie des articles originaux de recherche en libre accès diamant. Il s'agit de l'une des sept revues éditées par l'Académie des sciences. Son objectif est de permettre aux chercheurs de faire connaître rapidement leurs travaux à la communauté scientifique internationale.
Le journal publie également des articles de revue, des numéros thématiques et des textes reflétant l’activité de l’Académie des sciences dans le domaine des mathématiques.
Tous les articles publiés entre le 1er janvier 2002 et le 31 décembre 2019 dans les sept revues sont mis à disposition par Elsevier, en libre accès, sur son site.

## Histoire
Au cours de son histoire, le journal a plusieurs fois changé de nom :
- Comptes rendus hebdomadaires des séances de l'Académie des sciences, 1835-1965  (ISSN 0001-4036)[7]
- Comptes rendus hebdomadaires des séances de l'Académie des Sciences. Série A, Sciences mathématiques, 1966-1980  (ISSN 0997-4482 et 0302-8429)
- Comptes rendus de l'Académie des sciences. Série I, Mathématique, 1980-2001  (ISSN 0764-4442, 1778-3577 et 0249-6291)[8]